# Francesco Conti (cardinal)
Francesco Conti Domicelli (Rome, vers 1470 - Rome, 29 juin 1521) fut un cardinal de l'Église catholique. 
Il est de la famille  des papes Innocent III, Grégoire IX, Alexandre IV et   Innocent XIII et le petit-neveu du pseudo-cardinal Lucido Conti (1411) et le neveu du cardinal Giovanni Conti (1483). Autres cardinaux de la famille Conti sont  Giovanni dei conti di Segni (1200), Ottaviano dei conti di Segni (1205), Carlo Conti (1604),  Giannicolò Conti (1664) et  Bernardo Maria Conti, O.S.B.Cas. (1721).

## Biographie
Francesco  Conti a six enfants illégitimes. Il est élu archevêque de Conza en 1494, mais règne l'archidiocèse par des vicaires généraux, parce qu'il est toujours absent. 
Le pape Léon X le crée cardinal lors du consistoire du 1er juillet 1517. Conti est camerlingue du Sacré Collège en  1520-1521.